# Pen Duick
Yum, Griselidis, Magda, Cora V, Astarté, Panurge, Butterfly, précédemment
Pen Duick est le nom du premier bateau d'Éric Tabarly, un cotre à corne, donné par son père. Ce fut également le nom de ses différents voiliers, de Pen Duick II à Pen Duick VI, avant l'avènement du sponsoring. Ce nom signifie en breton « tête un peu noire » (pen : tête, du : noir, et ick est la marque du diminutif). C'est ainsi que l'on désigne les mésanges charbonnières.

## Histoire

### DeYumàPen Duick(1898-1938)
En 1898, William Fife III, un architecte naval écossais de 41 ans réputé, réalise pour un client irlandais, Adolphus Fowler, les plans d'un voilier du type yacht de course entrant dans la série des 36' linear rater. Comme les autres bateaux du même type à cette époque, sa coque est étroite et son pont est bas sur l'eau, il dispose d'un gréement de type cotre aurique à flèche. Du fait de ces caractéristiques, qui le rendent difficile à manœuvrer lorsque « le vent forcit et que la mer se forme », les régates ont lieu « sur des plans d'eau abrités ou le long des côtes ».
Adolphus Fowler, domicilié à Cork, est membre du Royal Cork Yacht Club. Il fait construire son voilier au chantier N. & J. Cummins & Bros, à Carrigaloe dans le Cork Harbour entre Cork et Crosshaven. Le plomb de la quille et le doublage en bronze de la carène sont récupérés sur le 36' Fenella qui a été racheté inachevé par Fowler. Les voiles en coton de la garde robe sont réalisées par la voilerie Lapthorn & Ratsey. Le yacht, baptisé Yum, est lancé au printemps 1898, participe à une dizaine de régates pendant la saison. Les résultats sont bons, Yum est performant dans la brise et obtient notamment quatre victoires « bien qu'il souffre d'un calcul de handicap pénalisant ». Cette bonne réputation provoque des propositions intéressantes de rachat, Fowler vend son voilier à la fin de sa première année de navigation. Le nouveau propriétaire, Campbell M. Keir, est un anglais de Folkestone sur la côte est de l'Angleterre. Ayant conservé son nom et son pavillon britannique, le Yum n'engrange que deux victoires durant la saison 1899. Il est réarmé par le même propriétaire en 1900 et en 1901, mais il n'est déclaré premier qu'une fois en 1900, ce qui amène à sa mise en vente.
C'est le français André Hachette, descendant de Louis Hachette, qui rachète le voilier en janvier 1902, le renomme Grisélidis et lui fait traverser la Manche vers la France et le port de la ville du Havre où il est attaché. Cette arrivée sous pavillon français ne passe pas inaperçue, le journal Le Yacht lui consacre un article soulignant ses qualités qui en font un bon bateau, marin, solide et habitable. M. Hachette le revend six mois plus tard. La transaction ayant eu lieu au début de la saison 1902, le voilier qui conserve son nom Grisélidis participe aux régates sur le plan d'eau de Trouville avec son nouveau propriétaire M. Mac Henry, membre du Cercle de la voile de Paris (CVP). Basé au Havre et à Meulan Grisélidis, « est coté à 17 tonneaux dans l'annuaire du CVP et court dans la catégorie des plus de 5 tonneaux ». Armé pour les saisons de 1902 à 1905, il est trois fois premier : à Meulan et Duclair en 1903 et de nouveau à Meulan en 1904, et trois fois second : à Trouville et Saint-Malo en 1904 et à Meulan en 1905. Il n'est pas armé pour la saison 1906 et il est vendu en janvier 1907 à Pierre Taconet qui le revend six mois plus tard après l'avoir réarmé au Havre.
Ce bateau, déjà passé en plusieurs mains, fut acheté en 1919 par Jacques Richepin qui le rebaptisa Cora V (en l'honneur de son épouse, l'actrice Cora Laparcerie).
En 1935, le « Yum » devenu entre-temps le « Butterfly », est acquis par la famille Lebec de Nantes qui le rebaptise « Pen Duick ».

### Pen Duickde Guy Tabarly (1938-1952)
En 1938, Guy Tabarly, le père d'Éric, qui réside aussi à Nantes, découvre le bateau alors en hivernage dans un bras mort de la Loire, puis le rachète aux frères Lebec qui ne peuvent plus en assurer l'entretien. C'est à son bord qu'Éric Tabarly apprend à naviguer en compagnie de ses parents et sa sœur cadette.
Avant la Seconde Guerre mondiale, Guy Tabarly conduit le Pen Duick dans une vasière de Bénodet. Il y restera durant tout le conflit. À cette époque, faisant face à une pénurie de plomb, les autorités menacent de démanteler le bateau pour récupérer le métal se trouvant dans la quille, mais les Tabarly sauveront Pen Duick, prétendant que celle-ci est en fonte. Cependant, après plusieurs années de manque d'entretien, le navire est en mauvais état, le rendant dangereux à la navigation. Faute de pouvoir payer les travaux, Guy Tabarly le met en vente.

### Pen Duickde Éric Tabarly (1952-1998)
En 1952, comme il ne trouve pas d'acheteur, Éric persuade son père de le lui donner, car il en est tombé amoureux depuis le premier jour,.
Quelques années plus tard, quand Éric peut s'occuper de son bateau, il le confie aux chantiers Costantini à La Trinité-sur-Mer afin d’évaluer les travaux à effectuer. Mais la coque du voilier est trop pourrie pour être remise en état de façon traditionnelle. Ne pouvant financer les travaux, malgré le fait d'avoir réalisé d'énormes économies sur sa solde de militaire, il propose alors à Marc et Gilles Costantini de relever un défi inédit pour sauver son bateau : refaire une coque neuve en appliquant sept couches successives de tissus de verre et de résine polyester sur l'ancienne coque utilisée comme un moule mâle. La construction en polyester était à ses débuts, jamais on n'avait construit de voilier aussi grand et lourd. C'était la plus grande coque de ce type à cette époque,.
Le gréement comporte une grand-voile à corne, un flèche, un foc, une trinquette, un clinfoc et un foc ballon au portant.
Alors qu'Éric est à l'École navale de Brest, il s'entraîne à naviguer pour participer aux régates du sud de l'Angleterre…
Le bateau reçoit une rénovation à l'ancienne dans les chantiers de Raymond Labbé en 1983 à Saint-Malo, et a fêté son centenaire en mai 1998.
Éric Tabarly s'est toujours opposé à l'inscription de « son » bateau au titre des monuments historiques[réf. nécessaire].
C'est pendant un convoyage du Pen Duick que, dans la nuit du 12 au 13 juin 1998, Éric Tabarly perd la vie en tombant à la  mer, lors d'une traversée vers l'Irlande.

### Pen Duick(1998-2016)
Après la disparition en mer d'Éric Tabarly, Pen Duick devient la propriété de Jacqueline Tabarly, son épouse, et de leur fille, Marie Tabarly. En 2002, son entretien et sa gestion sont confiés à l'association Éric Tabarly. Il est hiverné à Lorient dans un hangar et navigue chaque année à la bonne saison.
En 2016, le navire est expertisé et le constat est que la coque reprise en 1958 par Éric Tabarly pour sauver le bateau est en très mauvais état au point de ne plus permettre la navigation. Les propriétaires décident d'une rénovation complète du bateau en conservant l'esprit d'Éric, c'est-à-dire sans refaire une coque classique ni une coque avec des procédés les plus moderne, mais le bateau tel que l'a voulu son propriétaire en 1958.

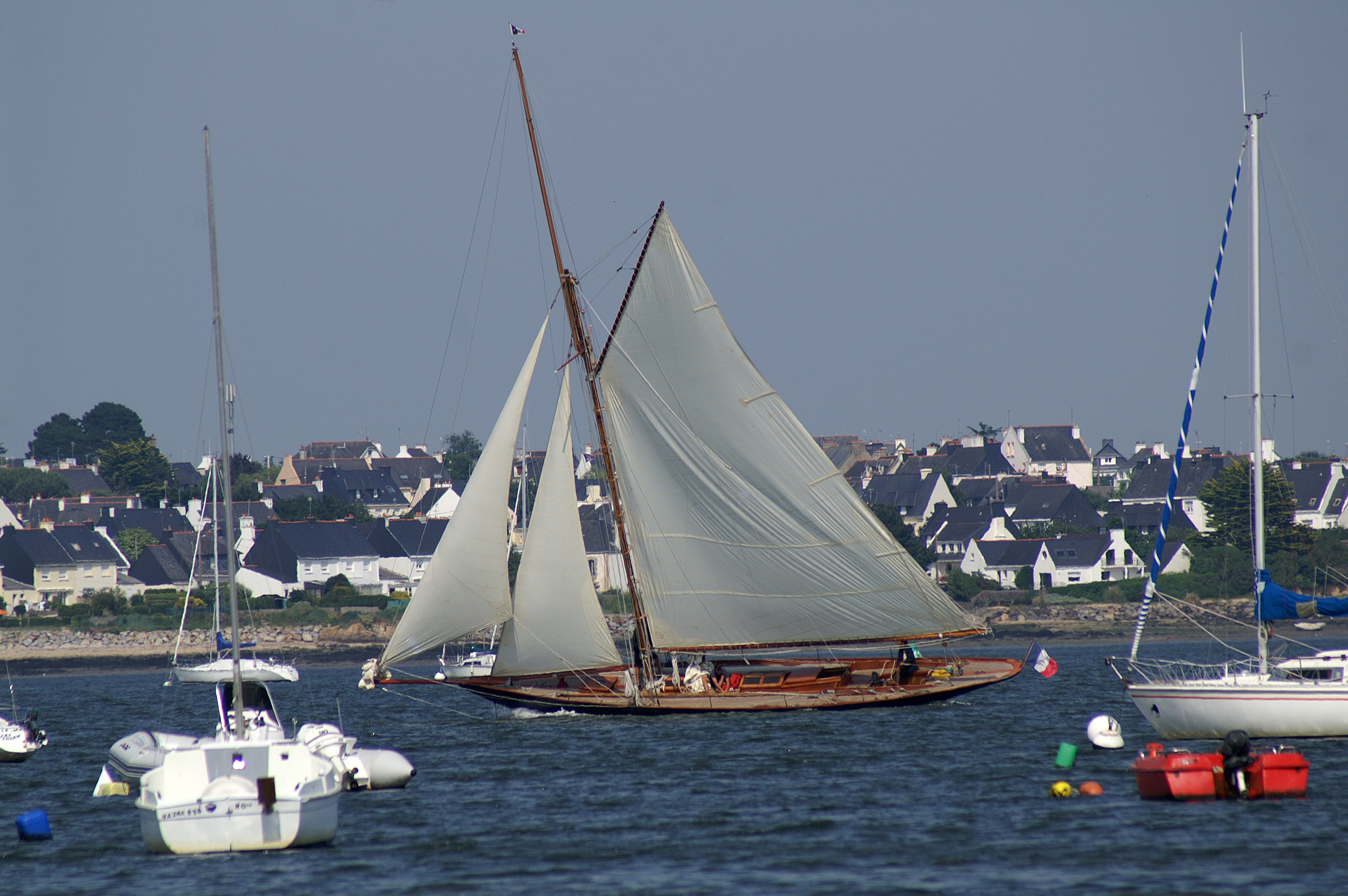
En rade de Lorient (2008).
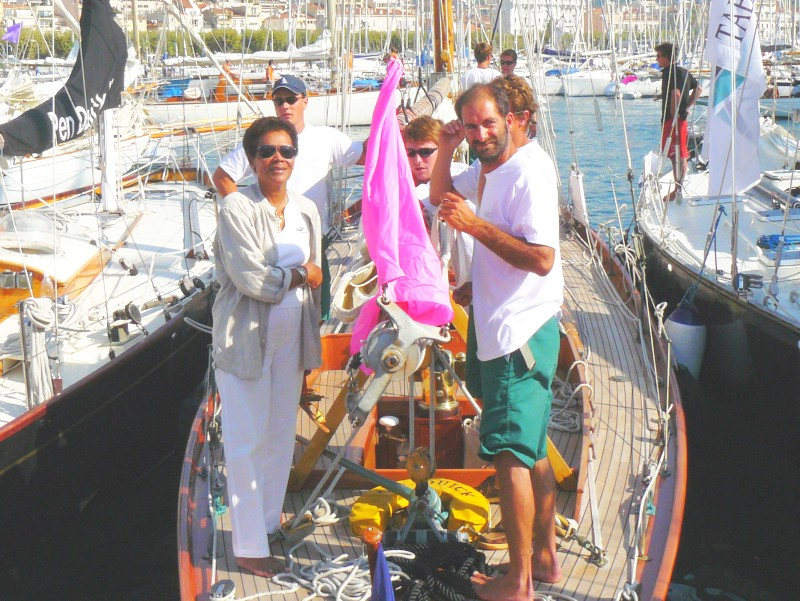
Vieux port de Cannes, avec Jacqueline Tabarly, lors des régates royales de septembre 2009.
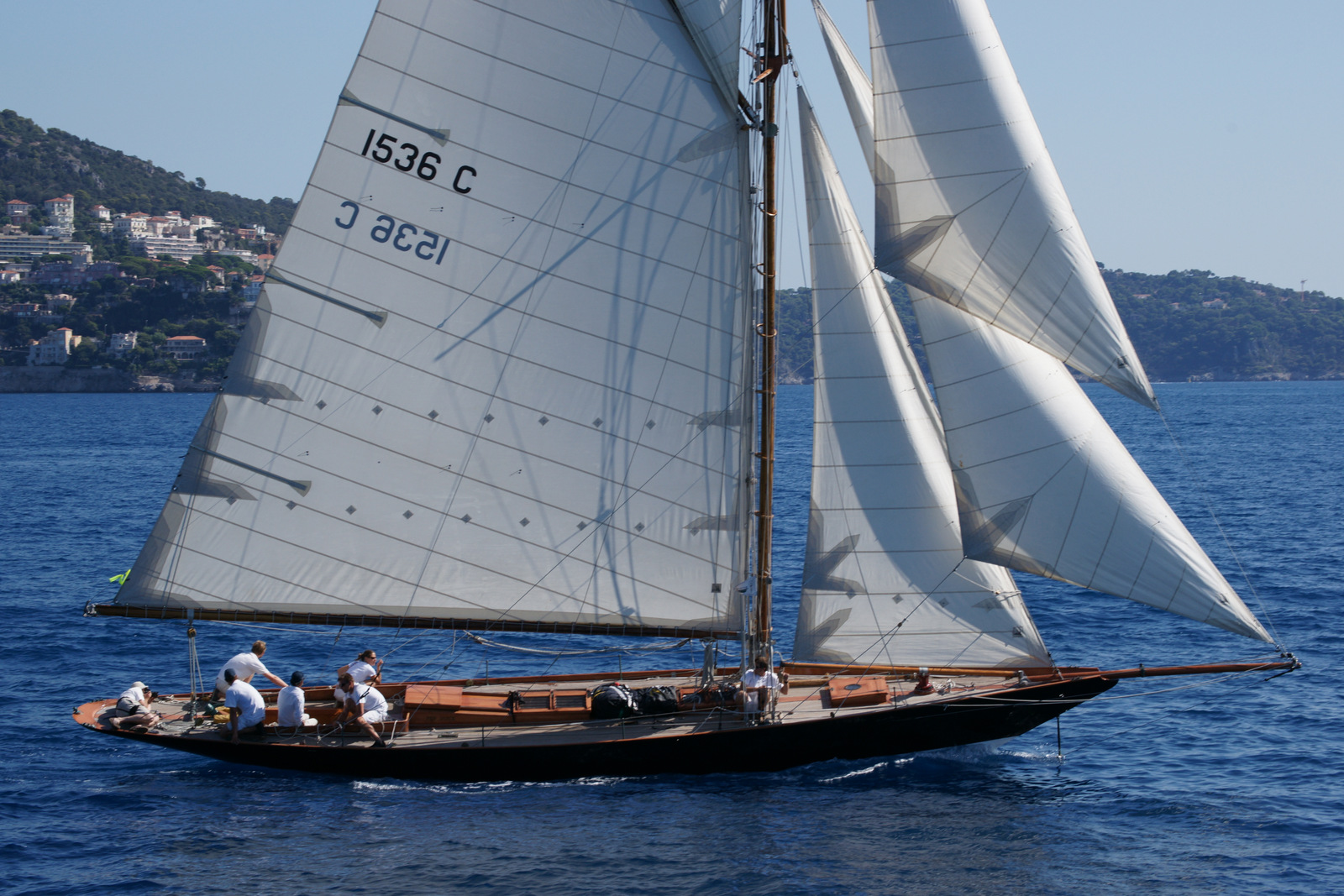
Lors des régates de Nice 2012.

### Pen Duickdepuis 2016
Il devient en 2016 la propriété de l'Association Pen Duick qui supervise la restauration complète de la coque réalisée en 18 mois de 2019 à 2020, par le chantier du Guip, pour le bois, et le chantier de Pors Moro, pour le stratifié.
Après sa restauration le bateau est remis à l'eau à Lorient le 18 mai 2019. Il est ensuite de nouveau confié à l'« Association Éric Tabarly » qui assure son entretien et la gestion de ses navigations.
En août 2023, il participe à la régate Brest Finistère Classic entre Brest et Douarnenez,.

## Patrimoine
En 2007, le Pen Duick est labellisé « Bateau d'intérêt patrimonial » (BIP) par l'Association patrimoine maritime et fluvial. Ce label est renouvelé en 2015.
Pen Duick est classé Patrimoine culturel maritime (base Palissy) en 2016,.

## Propriétaires et noms
Depuis sa mise à l'eau en 1898 de nombreux propriétaires se sont succédé et certains l'ont renommé. Les premières recherches sur cette histoire de Pen Duick ont été faites par Éric Tabarly. La liste publiée dans son ouvrage Pen Duick, en 1989, a été ensuite corrigée et complétée par François Chevalier et Jacques Taglang qui en ont publié les détails dans leur article  « Pen Duick : cent ans d'histoire ». Ils indiquent qu'il reste deux zones d'ombre, de 1921 à 1924 et de 1924 à 1931.
| Années    | Propriétaire                | Nom        | Port d'attache              |
| --------- | --------------------------- | ---------- | --------------------------- |
| 1898-1898 | Adolphus Fowler             | Yum        | Crosshaven, Cork            |
| 1898-1902 | Campbell M. Keir            | Yum        | Folkestone                  |
| 1902-1902 | André Hachette              | Grisélidis | Le Havre                    |
| 1902-1907 | Mac Henry                   | Grisélidis | Le Havre et Meulan          |
| 1907-1907 | Pierre Taconet              | Grisélidis | Le Havre                    |
| 1907-1910 | Georges Grus                | Magda      | Le Havre                    |
| 1910-1912 | M. Raillard                 | Grisélidis | Brest                       |
| 1912-1919 | Gaston Cailleux             | Grisélidis | Le Havre                    |
| 1919-1921 | Jacques Richepin            | Cora V     | Douarnenez                  |
| 1921      | M. Ganuchaud                | Astarté II | ?                           |
| 1921-1924 | ?                           | ?          | ?                           |
| 1924      | M. Le Goiff                 | Astarté II | La Trinité-sur-Mer          |
| 1924-1931 | ?                           | ?          | ?                           |
| 1931-1933 | Alexandre Stork             | Panurge    | Le Havre                    |
| 1933-1935 | M. Sagot                    | Butterfly  | Le Havre                    |
| 1935-1938 | Jean et André Lebec         | Pen Duick  | Nantes                      |
| 1938-1952 | Guy Tabarly                 | Pen Duick  | Bénodet                     |
| 1952-1998 | Éric Tabarly                | Pen Duick  | La Trinité-sur-Mer, Bénodet |
| 1998-     | Jacqueline et Marie Tabarly | Pen Duick  | Lorient                     |